# پرسوک
پرسوک عنوان فیلم مستندی است که توسط رضا فرهمند و فاطمه موسوی در سال ۱۳۹۳ ساخته شده است. این فیلم داستان رابطه عاطفی یک دختر آلمانی و یک زن بوشهری را به تصویر می‌کشد

## خلاصه فیلم
این مستند سی و پنج دقیقه‌ای دربارهٔ یک زن ماهی فروش بوشهری و یک دختر آلمانی است که یکدیگر را می‌بینند. هریک از این دو نفر، کمبودهایی را در زندگیشان دارند که در زندگی طرف مقابل نیز می‌بینند. زن بوشهری که ماهی فروش است، از داشتن نعمت فرزند محروم است و دختر آلمانی نیز مادر خود را از دست داده است. همین موضوع باعث می شود که این دو نفر به هم نزدیک شده و علی‌رغم اختلاف زبان و فرهنگ بین آنها، با یکدیگر ارتباط برقرار کنند.